# Robert Abendroth
Emil Robert Abendroth (* 9. März 1842 in Pirna; † 14. Februar 1917 in Leipzig) war ein deutscher Kustos, Bibliothekar und Archivar.

## Leben
Abendroth stammte aus der weit verzweigten und ursprünglich aus der Stadt Scheibenberg im sächsischen Erzgebirge kommenden Familie Abendroth, zu deren Vertreter u. a. auch der Hamburger Jurist und Bürgermeister Amandus Augustus Abendroth (1767–1842) gehört. Er wurde in der sächsischen Amtsstadt Pirna an der Elbe geboren. Nach dem Besuch des Gymnasiums studierte er 1864/65 an der Universität Leipzig Naturwissenschaften und Philosophie. 1868 promovierte er zum Dr. phil. mit der Dissertation zum Thema Über Morphologie und Verwandtschaftsverhältnisse der Arachniden.
1884 wurde er Assistent und 1896 Kustos an der Universitätsbibliothek Leipzig. Im Jahre 1900 erfolgte seine Ernennung zum Bibliothekar und am 11. März 1902 zum Oberbibliothekar. Gleichzeitig war er Kustos der Gehlerschen medizinischen Bibliothek.
Sein Hauptwerk war neben der 1889 bei Wilhelm Engelmann in Leipzig erschienenen Publikation Das Problem der Materie. Ein Beitrag zur Erkenntnisskritik und Naturphilosophie. Das bibliographische System der Naturgeschichte und der Medizin (mit Einschluß der allgemeinen Naturwissenschaft), nach den Fachkatalogen der Universitätsbibliothek zu Leipzig dargestellt, historisch-kritisch eingeleitet und erläutert von Robert Abendroth. Es erschien 1914 und wurde 1921 in überarbeiteter Form bei Fock in Leipzig herausgegeben.
Ferner war Robert Abendroth auch nebenamtlich als Archivar der Sächsischen Gesellschaft der Wissenschaften zu Leipzig tätig.
Er wohnte in Leipzig, Brandvorwerkstraße 38 II.

## Schriften
- Das Problem der Materie: ein Beitrag zur Erkenntnisskritik und Naturphilosophie, Leipzig: Engelmann 1889 (Digitalisat).
- Das bibliographische System der Naturgeschichte und der Medizin (mit Einschluß der allgemeinen Naturwissenschaft), 2 Bände, Borna: Noske, 1914.